# Шоубое модель 1907
Шоубое М1907 (также Шобо, Шоубо; дат. Schouboe М1907) - датский ранний армейский самозарядный пистолет оригинальной конструкции. Использовал специальный крупнокалиберный 11,35-мм пистолетный патрон с особо лёгкой пулей.

## История
Йенс Торринг Шоубое, офицер датской армии, был также главным инженером компании DRS и одним из собственников патента на ручной пулемёт «Мадсен». В 1903 году он запатентовал свой первый пистолет со свободным затвором и после испытаний прототипа начался его выпуск в калибре 7,65 мм Браунинг. Но армия не спешила принять это оружие весьма необычного вида и вскоре выпуск прекратили.
Не обескураженный неудачей первого пистолета, Шоубое увеличил его размер, сконструировав 11,35-мм армейский пистолет. Однако, твёрдо уверовав в систему со свободным затвором, он был вынужден прибегнуть к некоторым уловкам, дабы достичь желаемого результата. Решение заключалось в выборе очень лёгкой пули — в мельхиоровой оболочке размещён деревянный сердечник, закрытый с донной части алюминиевым основанием (диском). Такая пуля получала начальную скорость около 490 м/с, и из-за её малой массы сила отдачи была не такой чувствительной как у других патронов крупного калибра. Пуля разгонялась так быстро, что покидала ствол раньше, чем начинал открываться затвор.
Пистолет испытали в нескольких странах — в том числе Англии и США, но нигде не приняли. 
Среди его недостатков многие отмечали малое «останавливающее действие» пули, отсутствие запирания ствола и низкую точность, вызванную сочетанием лёгкой пули и несоответствующей ей крутизной нарезов канала ствола. Всего изготовлено не менее 500 экземпляров этой модели, многие из которых попали в качестве награды к выпускникам военных училищ, а также к победителям соревнований по стрельбе среди кадетов датской армии. Сегодня пистолет М1907 можно встретить чрезвычайно редко, считается историческим коллекционным оружием.

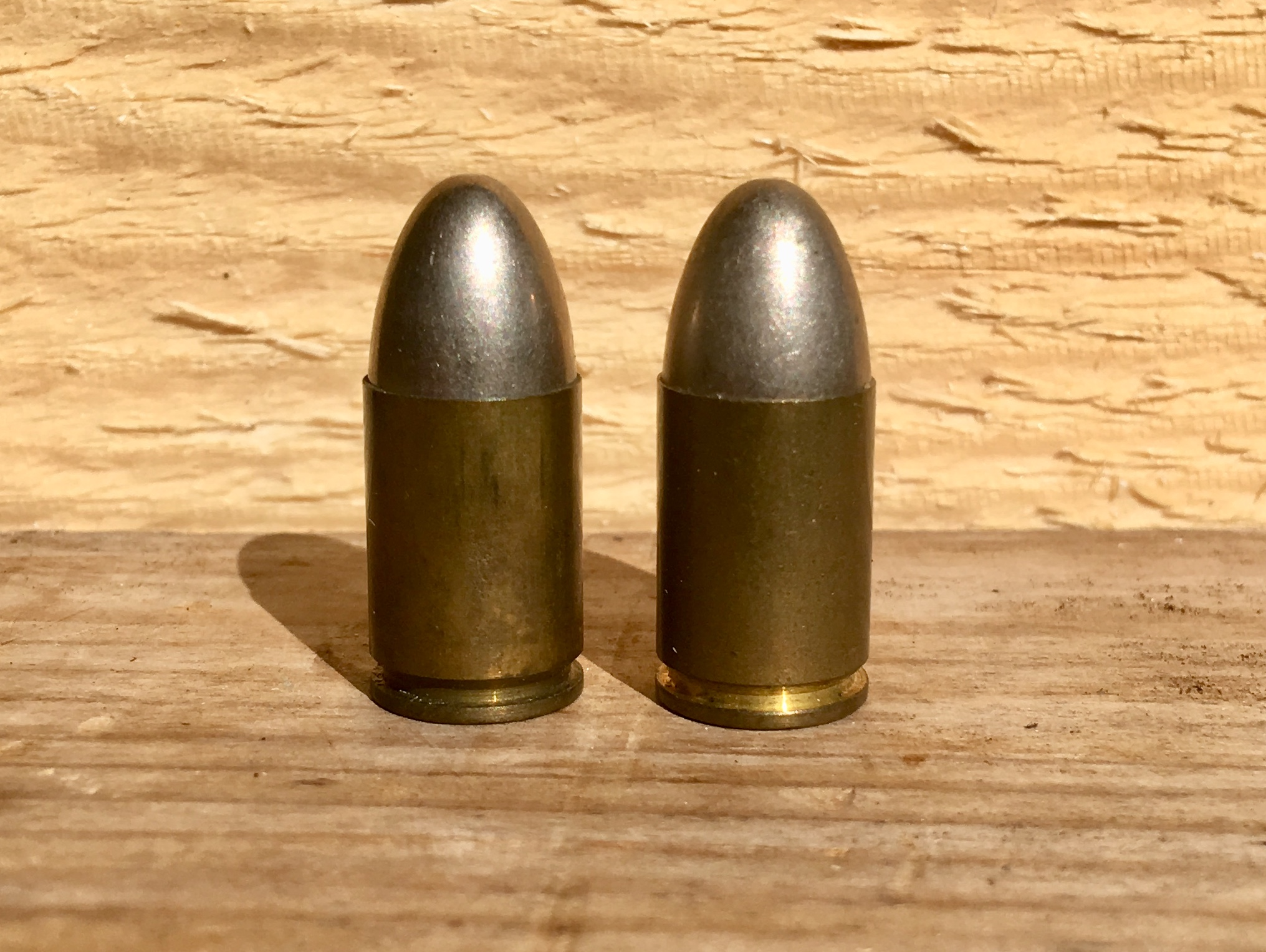
11,35-мм датские пистолетные патроны Шобо.

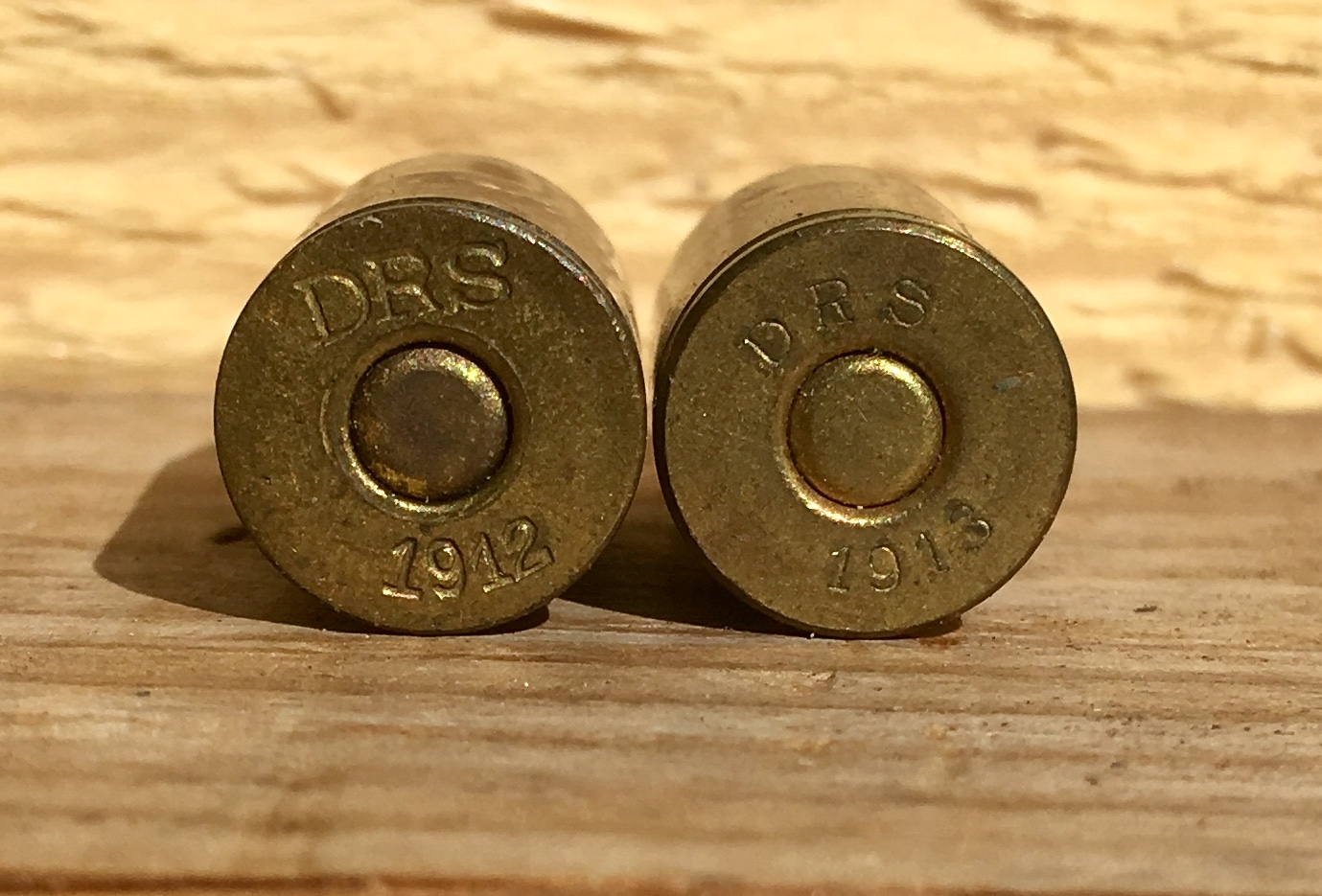
Маркировка гильз датских патронов Шобо.